# Lejeune–BP

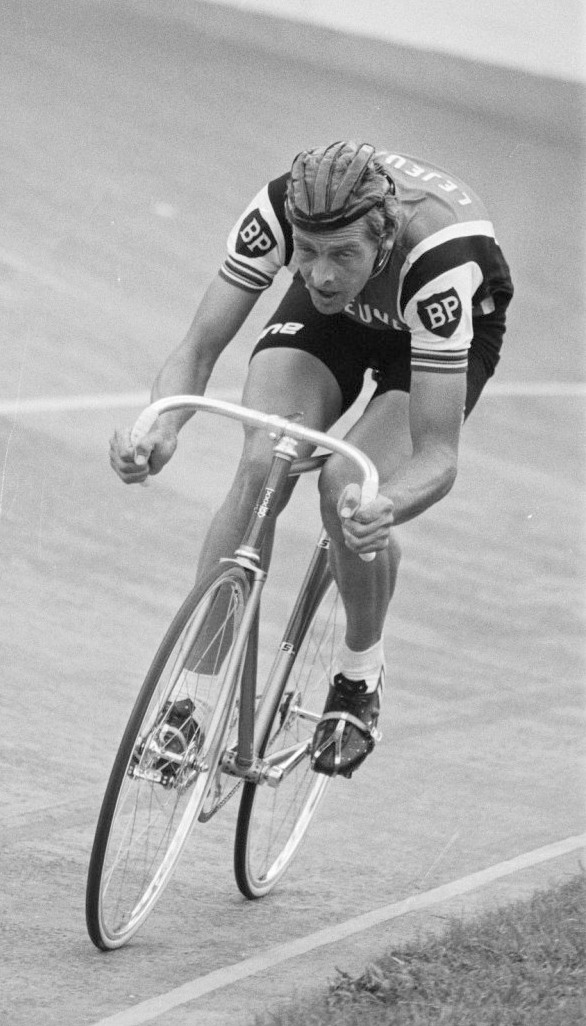
Roy Schuiten (1978)

Lejeune–BP war ein ehemaliges französisches Radsportteam, das von 1976 bis 1978 bestand.

## Geschichte
Das Team wurde 1976 unter der Leitung von Henry Anglade und Pierre Schoor gegründet. 1976 konnte das Team neben seinen zahlreichen Siegen weitere gute Platzierungen erwirken. Es wurden zweite Plätze bei der Trofeo Baracchi und dem Grand Prix des Nations, dritte Plätze bei den Vier Tage von Dünkirchen, der Tour du Limousin, dem Großer Preis der Dortmunder Union-Brauerei, der Tour d'Indre-et-Loire und beim Grand Prix du Morbihan sowie Platz 8 beim Amstel Gold Race, neunte Plätze bei der Tour de Suisse und dem Critérium du Dauphiné und Platz 19 bei der Tour de France. 1977 erreichte das Team zweite Plätze bei der Tour de Suisse, beim Grand Prix Ouest-France und der Trophée des Grimpeurs, dritte Plätze bei der Tour de France, dem Critérium du Dauphiné, der Tour de l’Aude und der Tour de Corse cycliste sowie Platz 4 bei der Trofeo Baracchi. 1978 konnten zweite Plätze beim Grand Prix de Fourmies, Tour Cycliste du Tarn, Circuit de l’Indre, Grand Prix de Mauléon-Moulins und beim Grand Prix du Morbihan dazu Platz 11 bei Paris–Nizza und Platz 21 bei der Tour de France erzielen. Am Ende der Saison 1978 wurde das Team aufgelöst.
Hauptsponsor war der französische Fahrradhersteller Lejeune und Co-Sponsor das britische Mineralölunternehmen BP.

## Erfolge
1976
- eine Etappe Tour de France
- Gesamtwertung und zwei Etappen Mittelmeer-Rundfahrt
- Grosser Preis des Kantons Aargau
- eine Etappe Critérium du Dauphiné
- eine Etappe Niederlande-Rundfahrt
- eine Etappe Tour de l’Avenir
- eine Etappe Tour de l’Aude
- eine Etappe Tour d’Indre-et-Loire
- eine Etappe Setmana Catalana de Ciclisme
- eine Etappe Circuit Cycliste Sarthe
- zwei Etappen Olympia’s Tour

1977
- eine Etappe und  Bergwertung Tour de France
- drei Etappen Tour de Suisse
- eine Etappe Critérium du Dauphiné
- eine Etappe Tour de Romandie
- eine Etappe Circuit Cycliste Sarthe
- eine Etappe 4 Jours de Dunkerque
- eine Etappe Paris–Nizza

1978
- Gesamtwertung und eine Etappe Etoile des Espoirs
- zwei Etappen Tour de Romandie
- zwei Etappen Tour du Vaucluse
- Grand Prix d’Isbergues
- eine Etappe Paris–Nizza
- eine Etappe Tour du Limousin
- eine Etappe Circuit Cycliste Sarthe
- Grand Prix de la Côte Normande

## Bekannte ehemalige Fahrer
- Roger Legeay (1976–1978)
- Pierre Bazzo (1976–1978)
- Ferdinand Bracke (1976–1977)
- Daniel Gisiger (1977–1978)
- Jonathan Boyer (05.1977–1978)
- Theo Smit (1978)